# Warta Bolesławiecka

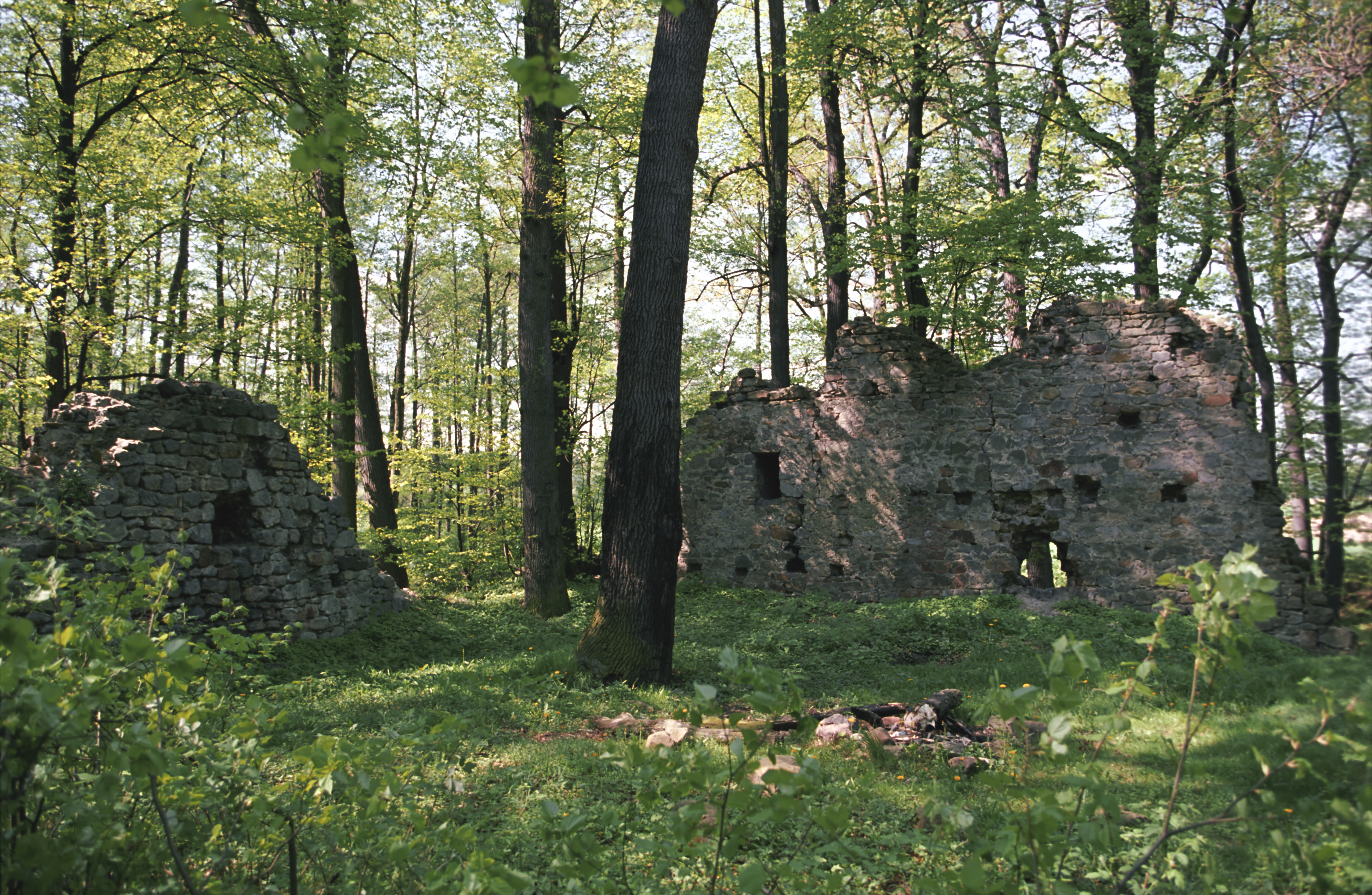
Zamek w Warcie Bolesławieckiej

Warta Bolesławiecka – wieś w Polsce położona w województwie dolnośląskim, w powiecie bolesławieckim, w gminie Warta Bolesławiecka, na Pogórzu Kaczawskim w Sudetach.

## Podział administracyjny
W latach 1975–1998 miejscowość administracyjnie należała do województwa legnickiego. Miejscowość jest siedzibą władz gminy Warta Bolesławiecka.

## Nazwa
W kronice łacińskiej Liber fundationis episcopatus Vratislaviensis (pol. Księga uposażeń biskupstwa wrocławskiego) spisanej za czasów biskupa Henryka z Wierzbna w latach 1295–1305 miejscowość wymieniona jest w zlatynizowanej formie Wartha.
Polską nazwę Warta nad Nissą w książce "Krótki rys jeografii Szląska dla nauki początkowej" wydanej w Głogówku w roku 1847 wymienił śląski pisarz Józef Lompa.
- 1217 Warte;
- 1305 Wartha;
- 1310 Warta;
- 1426 Wartaw.

## Historia
Miejscowość powstała ok. 1200 r., ale prawdopodobnie już w XII w. templariusze wznieśli tu zamek. W dolinie Złotego Potoku prowadzono poszukiwania złota, które przerwał najazd mongolski w 1241. Wieś leżała na granicy okręgu bolesławieckiego i legnickiego, w średniowieczu pobierano od kupców cło. Właścicielami na przestrzeni wieków były rody szlacheckie von Stiebitzów, von Zedlitzów, von Glaubitzów, von Sommerfeldów i von Frankenbergów.

## Transport
W miejscowości był dawny przystanek kolejowy.

## Zabytki
Do wojewódzkiego rejestru zabytków wpisane są:

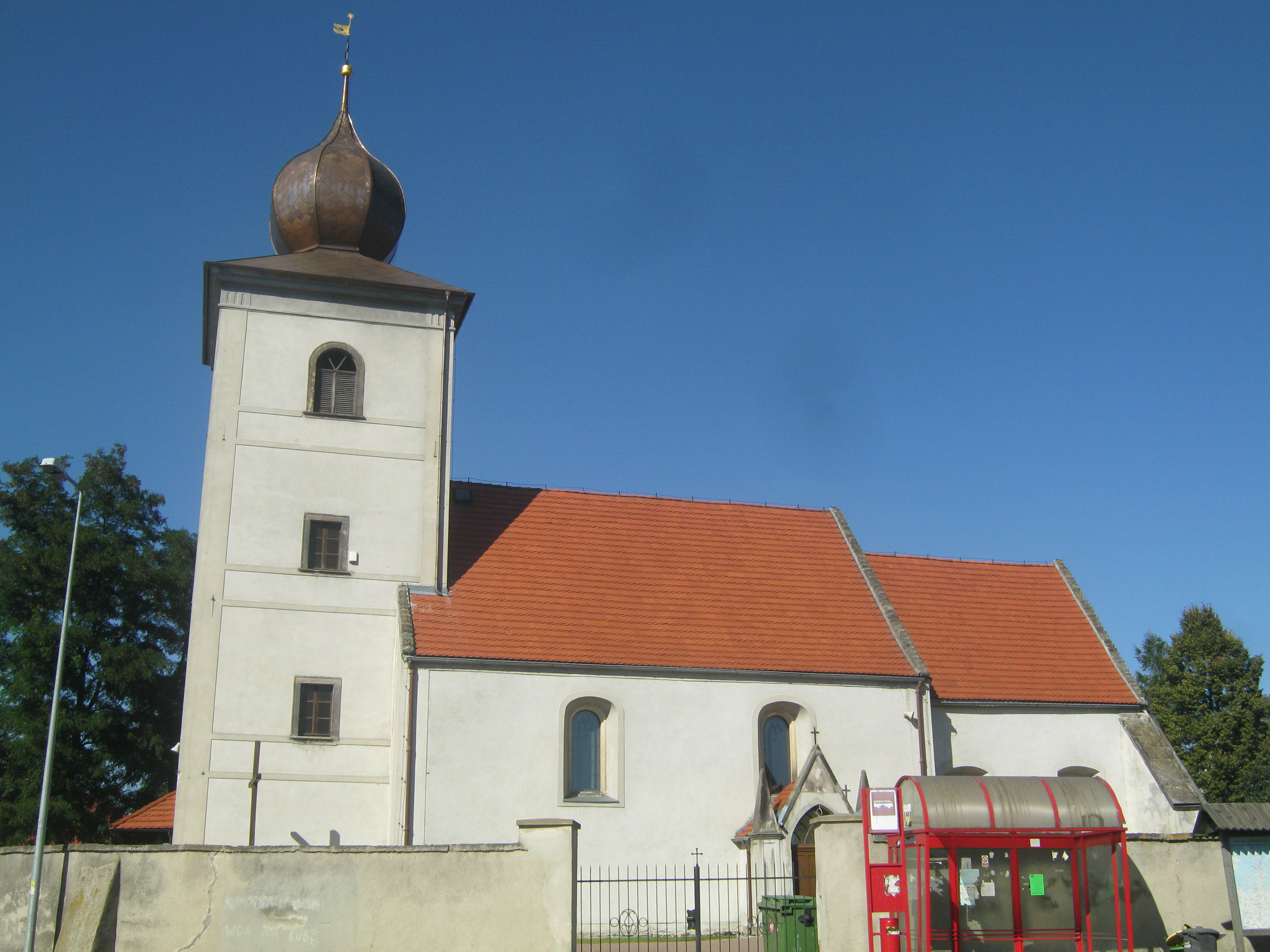
Kościół parafialny w Warcie Bolesławieckiej.

- kościół parafialny pw. Narodzenia NMP, pierwsza świątynia była wzmiankowana w 1305, obecny kościół powstał w XV w., kilkukrotnie przebudowywany m.in. w XVIII w. i w 1872. Świątynia orientowana, jednonawowa, z wydzielonym prezbiterium. W wyposażeniu m.in. kamienna chrzcielnica z 1569, ołtarze i ambona z I poł. XVIII w[7].
- cmentarz przykościelny
- plebania, z około 1600 r., przebudowa XIX wiek
- cmentarz parafialny, z 1878 roku
- zespół pałacowy:
  - ruiny zamku, gotyckiego z XIV-XV wieku
  - pałac-dwór z łącznikiem – bramą, z 1540 roku[9], przebudowywany w 1612 r., XVIII i XIX wieku
  - dwie oficyny pałacowe, z XVI wieku
  - trzy budynki gospodarcze i obora, z XVI w., XIX wieku
  - park
- domy z XVIII i XIX wieku:
  - dom nr 17, z drugiej połowy XIX wieku
  - dom nr 21, z XVIII/XIX wieku
  - dom nr 37 (vis a vis kościoła), z XVIII wieku
- wapiennik z drugiej połowy XVIII wieku.

inne:
- mauzoleum rodzin von Merveldt oraz von Frankenberg z grobami: hr. Klemensa von Merveldt (1845-1923), jego żony Johanny von Frankenberg (1848-1924) oraz teściowej Rosy von Frankenberg (1822-1897). Sarkofagi położone pod baldachimem wspartym na ośmiu kolumnach z piaskowca, tworzących arkady. Nad środkową herb von Merveldt[10]

## Fikcja
Warta Bolesławiecka była wzmiankowana w Lux perpetua, trzeciej części sagi śląskiej Andrzeja Sapkowskiego, o Reynevanie z Bielawy.